# Nordwest-Krankenhaus Sanderbusch

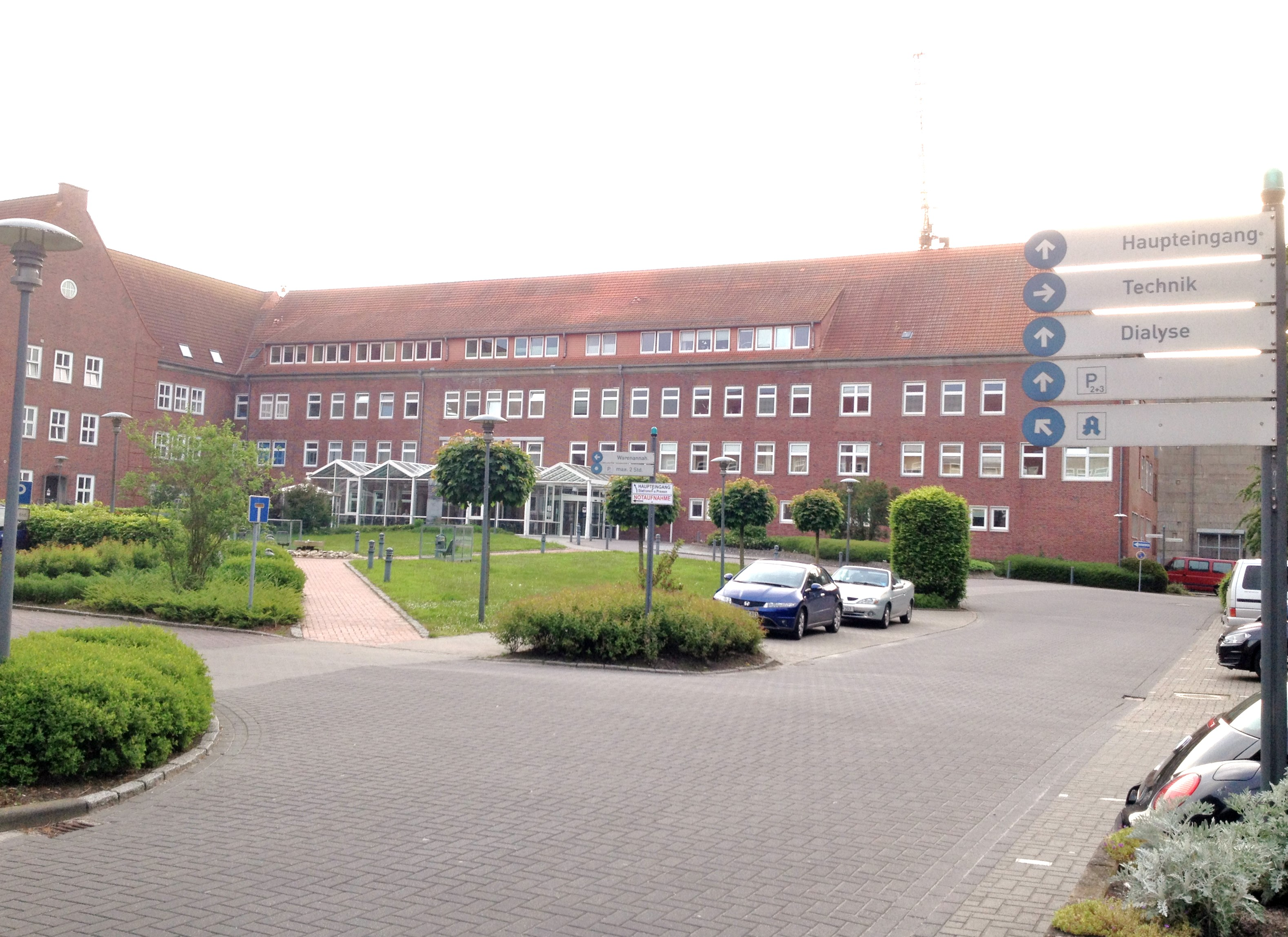
Nordwest-Krankenhaus Sanderbusch

Das Nordwest-Krankenhaus Sanderbusch ist eine Einrichtung der medizinischen Regelversorgung. Es befindet sich in der friesländischen Gemeinde Sande, verfügt über ca. 384 Betten und beschäftigt rund 750 Mitarbeiterinnen und Mitarbeiter. Die Geschichte des Krankenhauses, das ursprünglich als Marinelazarett konzipiert war, reicht in die 1930er Jahre zurück. Das Krankenhausgelände gehörte vor seiner Bebauung zum Gut Sanderbusch, einem um die Mitte des 16. Jahrhunderts errichteten Adelssitz.

## Rechtliches
Das Nordwest-Krankenhaus gemeinnützige GmbH, Sanderbusch, wurde am 14. Juli 2020 gleichzeitig mit dem St. Johannes-Hospital gemeinnützige GmbH, Varel, auf die Friesland Kliniken gemeinnützige GmbH verschmolzen. Die Friesland Kliniken treten nunmehr als Betreiber der Krankenhausstandorte Sanderbusch und Varel auf. Geschäftsführer der Friesland Kliniken gGmbH ist Frank Germeroth, Aufsichtsratsvorsitzender Landrat Sven Ambrosy.

## Geschichte

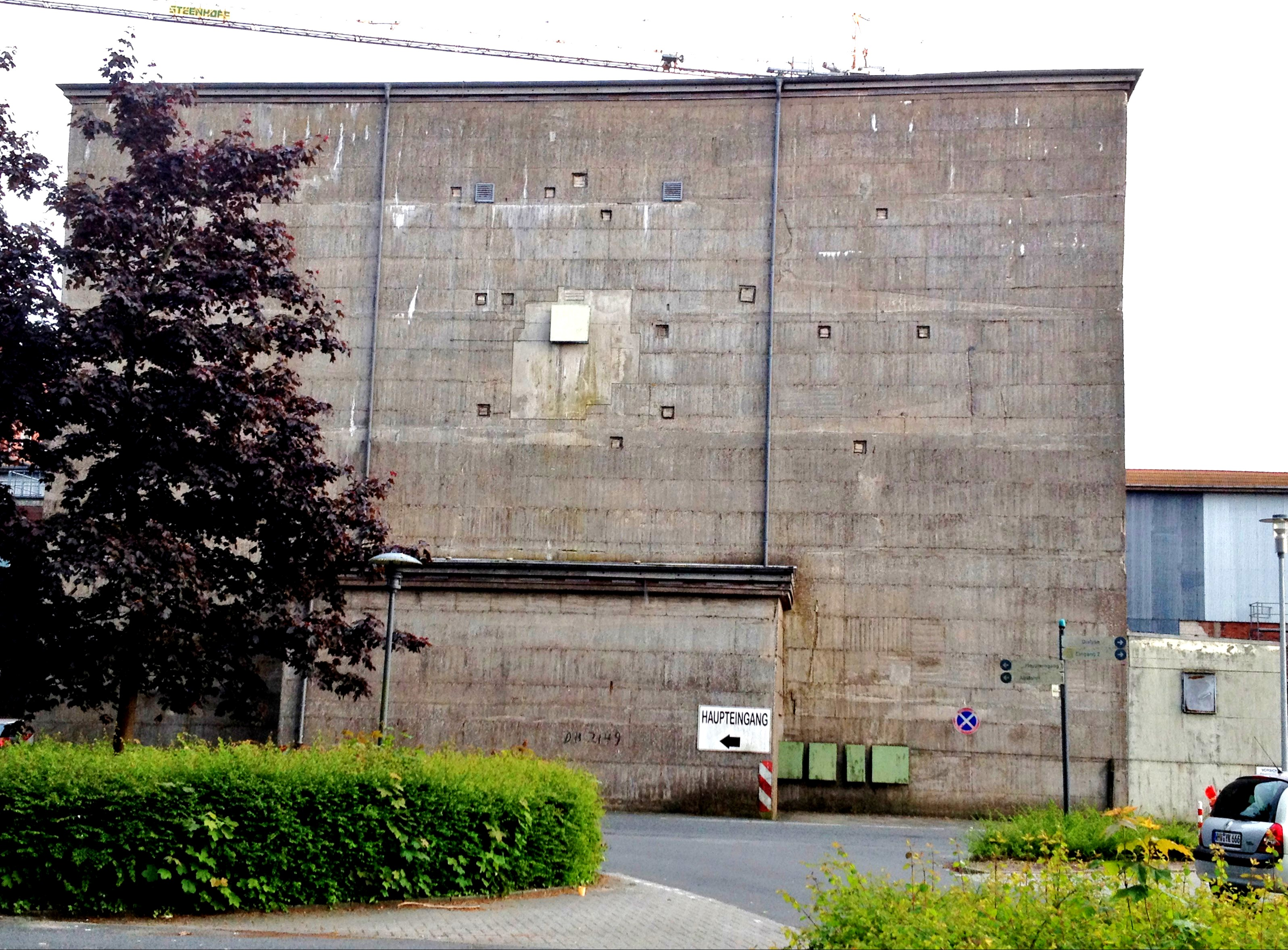
Bunker am Nordwest-Krankenhaus Sanderbusch

Im Jahr 1936 erwarb das Deutsche Reich in der Zeit des Nationalsozialismus das umfangreiche Areal des Gutes Sanderbusch. Als letzter Eigentümer dieses traditionsreichen Adelssitzes, der Mitte des 16. Jahrhunderts vermutlich vom Bruder des  jeverländischen Kanzlers Remmer van Seediek errichtet worden war, wird Redmer Daun (1862–1944) genannt, zuvor war es Carl Wilhelm Jaspers, der Großvater von Karl Jaspers. Der Park des Gutes wurde nach dem Kauf durch den Fiskus unter Naturschutz und der historische Gutshof unter Denkmalschutz gestellt. Trotz des damals staatlich garantierten Schutzes wurde in den folgenden Jahrzehnten die ursprüngliche Parkanlage nach und nach zerstört. Der alte Gutshof verfiel; sein Abriss erfolgte 1971. Heute weist nur noch die Kastanienallee am Pflegeheim Sanderbusch auf den ehemaligen Adelssitz hin.
1937 erfolgten umfangreiche Baumaßnahmen mit dem Ziel, für den in räumlicher Nähe befindlichen Marinestandort Wilhelmshaven ein Lazarett mit den dafür notwendigen Verwaltungs- und Versorgungsgebäuden zu errichten. Dazu gehörten auch Wohnungen und weitere Unterbringungsmöglichkeiten für das Krankenhauspersonal. Außerdem war geplant, in unmittelbarer Nachbarschaft zum Lazarett ein Ausbildungszentrum für Marinesanitäter zu erbauen. Nach dreijähriger Bauzeit konnte 1939 der überwiegende Teil des Gesamtkomplexes in Betrieb genommen werden. Die endgültige Fertigstellung, zu der auch die Errichtung des sogenannten Operationsbunkers gehörte, erfolgte 1942. Der Bunker, der über fünf Geschosse verfügt und mit dem Krankenhaus baulich verbunden ist, diente im Zweiten Weltkrieg der Aufrechterhaltung des Krankenhausbetriebs bei Bombenalarm. In der Zeit des Kalten Krieges wurde im Bunker vorsorglich ein Hilfskrankenhaus eingerichtet. Die technischen Anlagen und Einrichtungsgegenstände sind bis heute erhalten und könnten mit nur wenig Aufwand reaktiviert werden.
Nach Ende des Zweiten Weltkriegs wurden die Lazarettgebäude zunächst durch die kanadische Besatzungsmacht genutzt. 1947 initiierte der Leipziger Gynäkologe Herbert Albers die Umwandlung des Marinelazaretts in ein Zivilkrankenhaus. Es wurde am 10. April 1947 mit 380 Betten auf einer Nutzfläche von rund 30.000 Quadratmetern eröffnet. Die Abteilung für innere Medizin leitete Prof. Georg Hessel, die Chirurgische Abteilung Prof. Alfons Lob (bis 1955). Den Pflegedienst übernahm die aus Frankfurt an der Oder stammende Schwesternschaft des Roten Kreuzes, die im Januar 1947 ihren Sitz nach Oldenburg verlegt hatte. Nur einen Monat nach der Einweihung des Krankenhauses wurde auf dem Gelände in Sanderbusch eine staatlich anerkannte Krankenpflegeschule eröffnet. Träger der gesamten Einrichtung war in der Anfangsphase der Oldenburgische Landesfürsorgeverband (späterer Namen: Oldenburgischer Landessozialhilfeverband).
In den 1950er Jahren wurde die Operationsabteilung, die einem Bombenangriff während des Zweiten Weltkriegs zum Opfer gefallen war, wiederhergestellt. Neu errichtet wurden ein Schwesternwohnheim sowie eine Schwesternschule. In den 1960er Jahren erfolgte eine umfangreiche Modernisierung der Krankenhausgebäude und ihrer Einrichtungen. Auch wurde 1967 eine Dialyse-Abteilung eingerichtet und 1971 eine Intensiv-Station. 1976 übernahm der Landkreis Friesland die Trägerschaft des Krankenhauses, das organisatorisch nun als Regiebetrieb geführt wurde. Mit der Übernahme änderte sich auch der Name: Das Landeskrankenhaus Sanderbusch wurde in Nordwest-Krankenhaus Sanderbusch umbenannt.
Das letzte Viertel des 20. Jahrhunderts brachte weitere Veränderungen. 1982/83 wurde das Nordwest-Krankenhaus Standort eines ADAC-Rettungshubschraubers. Rufname der Station ist Christoph 26 (früher Christopher Friesland). 1987 erfolgte ein Um- und Ausbau der Operationsabteilung. 1994 fusionierte das jeversche Krankenhaus Sophienstift mit der Sanderbuscher Klinik. Unter dem gemeinsamen Namen Friesland-Kliniken arbeiteten die beiden Pflegeeinrichtungen 12 Jahre lang als kommunaler Eigenbetrieb des Landkreises Friesland.
Im Jahr 2006 wurde das Krankenhaus Sophienstift geschlossen und der Name Friesland-Kliniken aufgegeben. Bereits im September 2005 war die Rechtsform des Sanderbuscher Krankenhauses in eine Gemeinnützige GmbH geändert worden. Im Jahr 2008 wurde die „interdisziplinäre zentrale Patientenaufnahme“ eingerichtet. Ein Umbau und – damit verbunden – eine Erweiterung und Modernisierung der Onkologischen Station erfolgten 2009. Im selben Jahr wurde auch eine völlig modernisierte und zentrale Sterilgut-Versorgungsabteilung in Betrieb genommen. 2010 eröffnete als besonderes Angebot für die Eltern von Kleinkindern unter den Krankenhaus-Mitarbeitern eine Großtagespflegestelle. Sie umfasst 10 Plätze.

## Gegenwart
Nach einer umfassenden Neuorganisation bestand das Nordwest-Krankenhaus im Jahr 2014 aus vier Zentren, denen jeweils verschiedene Kliniken und Einrichtungen zugeordnet sind.

### Zentrum für Anästhesie-, Intensiv- und Rettungsmedizin
Zu diesem Zentrum gehören die Notaufnahme, die Intensivstation sowie die Klinik für Anästhesie, deren Ärzte vor allem in der Rettungsmedizin tätig sind. Auf der Homepage des Sanderbuscher Krankenhauses heißt es in diesem Zusammenhang: „Die anästhesiologische Versorgung schwerverletzter Patienten hat eine herausgehobene Funktion, weil Sanderbusch als Traumazentrum zertifiziert ist.“

### Zentrum für Innere Medizin
In diesem Zentrum, dem die Bereiche Gastroenterologie, Nephrologie mit Dialyse-Zentrum, Onkologie, Pneumologie und Rheumatologie zugeordnet sind, „werden Erkrankungen an Herz, Kreislauf und Gefäßen, Lungen und Bronchien, Nieren, blutbildenden Organen, Verdauungsorganen und des Stoffwechsels, außerdem Tumor-, Rheuma-, Autoimmun- und Infektionserkrankungen, Allergien sowie alle internistischen Notfälle behandelt.“

### Zentrum für Neuromedizin
In diesem Zentrum sind die Abteilungen Neurologie mit der Schlaganfall-Intensivstation Stroke Unit, die am 5. Mai 2014 eröffnet wurde, sowie die Neurochirurgie mit dem Zentrum für Wirbelsäulenchirurgie.

### Zentrum für Operative Medizin
Im Zentrum für Operative Medizin sind alle Klinikeinrichtungen vernetzt, die sich mit der Diagnostik und Therapie sämtlicher allgemein-, bauch- und thoraxchirurgischer Krankheiten befassen. Zur Anwendung kommt hier in vielen Bereichen die sogenannte minimalinvasive Chirurgie.

## Mit dem Nordwest-Krankenhaus verbundene Persönlichkeiten (Auswahl)
- Herbert Albers (1908–2001), Gründer des zivilen Krankenhauses Sanderbusch (1947)
- Franz Schede (1882–1976), 1948 bis 1954 Leiter der orthopädischen Klinik Sanderbusch[14]
- Claus Paul Ernst Ehlert (* 1935), Chirurg und Chefarzt am Landeskrankenhaus Sanderbusch ab 1976[15]
- Barbara Scriba-Hermann (* 1967), 1994 bis 1999 Gesundheits- und Krankenpflegerin auf der Intensivstation des Krankenhauses
- Hans-Joachim Walde (1942–2013), Chefarzt der sportmedizinischen Abteilung